# Schwarzer Jäger Johanna
Schwarzer Jäger Johanna è un film del 1934 diretto da Johannes Meyer.

## Produzione
Il film fu prodotto dalla Terra-Filmkunst.

## Distribuzione
Distribuito dalla Terra-Filmverleih, uscì in prima a Mainz il 6 settembre 1934, presentato poi a Berlino il 19 settembre. Il film venne distribuito anche negli Stati Uniti il 30 marzo 1935 con il titolo internazionale Black Fighter Johanna.